# Duo Azaïs/Billard
Pour les articles homonymes, voir Azaïs et Billard (homonymie).

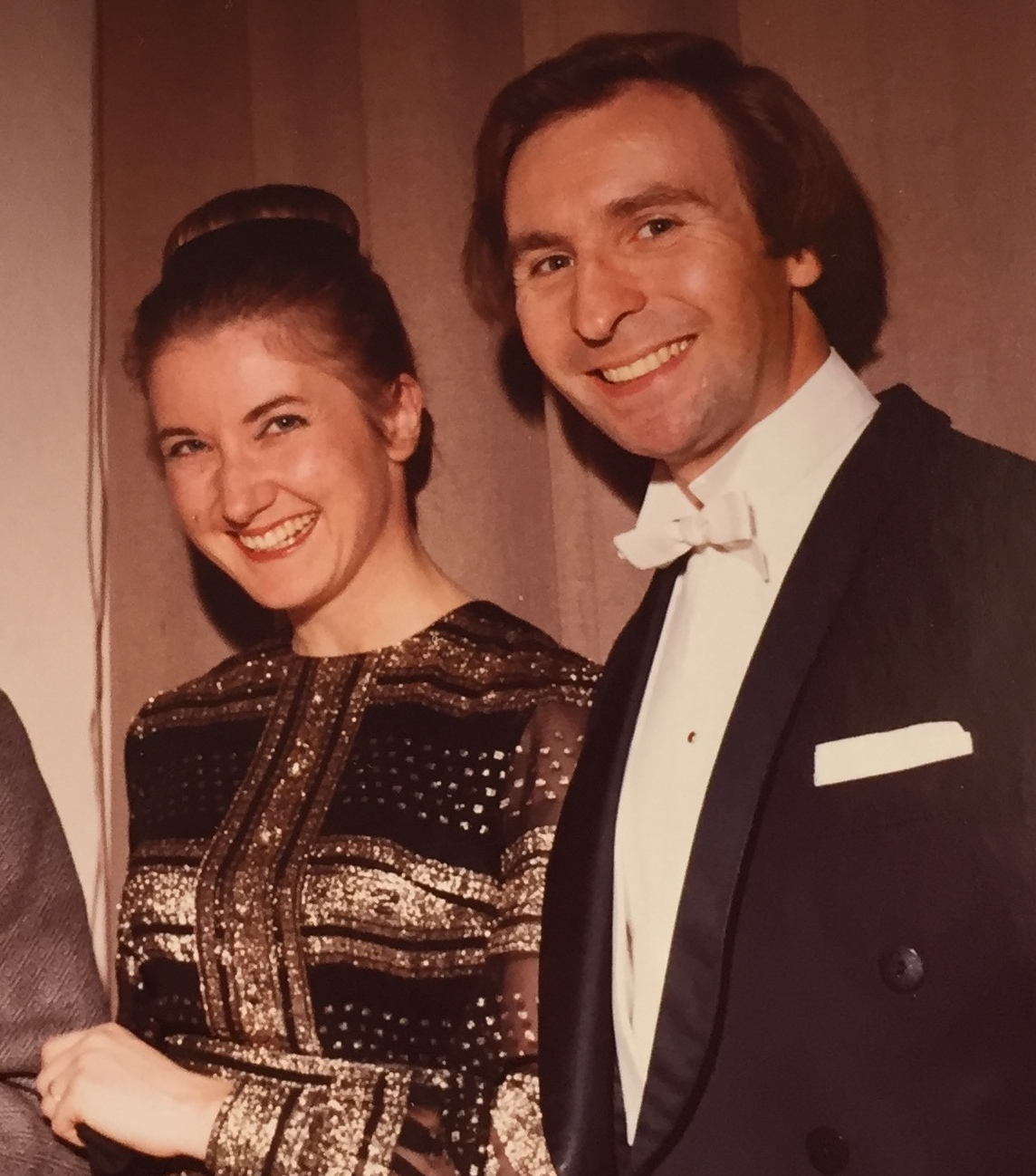

Le Duo Azaïs/Billard ou Billard-Azaïs est un duo de pianistes français constitué de Julien Azaïs, né le 19 juillet 1939 à Boynes et Marie-José Billard née le 4 septembre 1939 à Joué-lès-Tours.

## Carrière
Julien Azaïs et Marie-José Billard font leurs études musicales au Conservatoire national supérieur de musique et de danse de Paris et remportent ensemble en 1959 les 1er prix de piano, de musique de chambre et ensemble instrumental. Dès lors ils se produisent uniquement en duo et en 1964 ils remportent un prix au Concours international de Munich. Leur disque sur les concertos de Bach (1965) reçoit le prix Jehan Alain et la médaille d'argent de la Ville de Paris. Ils donnent leur dernier concert en aout 1980, Marie-José Billard étant handicapée par une ankylose à la main droite. Ils s'occupent depuis d'une agence artistique.

## Source
- Alain Pâris Dictionnaire des interprètes Bouquins/Laffont 1989, pp.173 et 206